# Philodendron albisuccus
Philodendron albisuccus är en kallaväxtart som beskrevs av Thomas Bernard Croat. Philodendron albisuccus ingår i släktet Philodendron och familjen kallaväxter.
Artens utbredningsområde är Panamá. Inga underarter finns listade.